# 麗人 (1930年の映画)
『麗人』（れいじん）は、1930年（昭和5年）公開の島津保次郎監督の日本映画、現代劇のサイレント映画。原作は佐藤紅緑の同名の小説。1946年（昭和21年）、渡辺邦男監督による同名の映画『麗人』とは一切関係ない。

## 概要
女学生の鞘子(栗島)は、知人の男子学生・浅野(奈良)から乱暴を受けて妊娠してしまう。一度は人生に絶望した鞘子だが、浅野への復讐を胸に、人知れず産み落とした息子(高峰)を故郷の兄・七郎(岩田)に託して、ひとりで生きていく決心をする。
鞘子の復讐劇を軸に、女性の人権運動に燃える鞘子の女学校時代の同級生の活躍や、村のゴルフ場建設の反対運動に奮闘する七郎の姿、そして実業家として成功した浅野の野望など、壮大なドラマが繰り広げられる。

## キャスト
- 栗島すみ子 - 水原鞘子
- 岩田祐吉 - 水原七郎
- 二葉かほる - お崎
- 奈良真養 - 浅野正樹
- 山内光 - 小阪
- 藤野秀夫 - 黒津専三
- 八雲恵美子 - 百合子
- 岡村文子 - 林虎子
- 宮島健一 - 松原
- 新井淳 - 先生
- 高峰秀子 - 子役

## スタッフ
- 監督：島津保次郎
- 原作：佐藤紅緑
- 脚色：村上徳三郎
- 配光（照明）：佐野広志、高下義雄
- 主題歌：『麗人の唄』（歌・河原喜久恵、作詞・サトウハチロー、作曲・堀内敬三）1930年5月コロムビアレコードより発売。
サトウハチローが初めて手がけた、レコード化された曲である。当時松竹の音楽部長をしていた堀内敬三が作曲し、名古屋出身のオペラ歌手曽我直子が歌い、ワシ印から発売されヒットした。